# La Mer (sang)
"La Mer" (fransk: "Havet") er en sang, skrevet af den franske komponist, tekstforfatter, sanger og gøgler Charles Trenet. Sangen blev første gang optaget af den franske sanger Roland Gerbeau i 1945. Det var dog først i 1946, at Trenet indspillede sin egen version. Da den blev udgivet i 1946, blev den et uventet hit, og den har været en klassisk chanson- og jazz-standard lige siden.

## Eksterne links
- Brugte Sange: La Mer side
- Discogs: La Mer side
- Vil Friedwald: Ocean-Passage Arkiveret 8. januar 2018 hos  Wayback Machine på bobbydarin.com
- Lyricstranslate Oprindelige tekster plus oversættelse oversættelser (ikke sangbar) til mange sprog. I modsætning til mange websider, denne side bevarer den franske diakritiske tegn–été ikke ete, bergère ikke bergere, etc.—der er en del af stave.